# 阿扬维尔
阿扬维尔（法語：Aillianville）是法国上马恩省的一个市镇，属于绍蒙区（Chaumont）圣布兰县（Saint-Blin）。该市镇总面积23.63平方公里，2009年时的人口为162人。

## 人口
阿扬维尔人口变化图示